# Cá dứa
Cá dứa (Pangasius sp.) là tên thông dụng tại Việt Nam, dùng để chỉ một số loài cá thuộc chi Cá tra. Một số loài cá dứa bao gồm:
- Pangasius polyuranodon Bleeker, 1852, phân bố chủ yếu ở Indonesia, Malaysia.
- Pangasius elongatus Pouyaud, Gustiano & Teugels, 2002, phân bố chủ yếu ở Thái Lan, Việt Nam.
- Pangasius mahakamensis Pouyaud, Gustiano & Teugels, 2002, phân bố chủ yếu ở Đông Kalimatan, Indonesia
- Pangasius mekongensis Gustiano, Teugels & Pouyaud, 2003, phân bố chủ yếu ở Thái Lan, Việt Nam.
- Pangasius kunyit Pouyaud, Teugels & Legendre, 1999, phân bố chủ yếu ở Indonesia, Malaysia, Việt Nam (sông Mekong) và một số nước khác.